# Molecular Cancer
Molecular Cancer, abgekürzt Mol. Cancer, ist eine wissenschaftliche Fachzeitschrift, die vom Biomed Central-Verlag veröffentlicht wird. Die Zeitschrift erscheint nur online und bietet einen freien Zugang zu den publizierten Artikeln. Es werden Arbeiten veröffentlicht, die Krebs und verwandte Themen aus der Biomedizin betreffen.
Der Impact Factor lag im Jahr 2020 bei 27.401. Nach der Statistik des ISI Web of Knowledge wird das Journal mit diesem Impact Factor in der Kategorie Biochemie und Molekularbiologie an 3. Stelle von 295 Zeitschriften und in der Kategorie Onkologie an 10. Stelle von 242 Zeitschriften geführt.